# Bopyrella malensis
Bopyrella malensis là một loài chân đều trong họ Bopyridae. Loài này được Bourdon miêu tả khoa học năm 1980.